# Nur al-Din Kahala
Nur al-Din Kahala (nascido em 1910) foi um político sírio durante a República Árabe Unida (RAU) (1958-1961).
Antes do período da RAU, Kahala serviu como um pequeno burocrata do governo e recebeu formação em engenharia nos Estados Unidos. Kahala foi inicialmente apontado como Presidente do Conselho Executivo da Região Norte (Síria), mas em 19 de julho de 1960, o presidente Gamal Abdel Nasser o nomeou como vice-presidente no lugar de Akram al-Hawrani. Ele atuou ao lado dos vice-presidentes Abdel Hakim Amer e Abdel Latif Boghdadi. Em 20 de setembro, foi nomeado para o cargo adicional de Ministro do Planejamento. Acompanhou Nasser em uma excursão as cidades sírias em fevereiro. 